# Alex Ferguson
Sir Alexander Chapman "Alex" Ferguson (Glasgow, 31. prosinca 1941.) je škotski nogometni trener i bivši igrač.
Od 1986. do 2013. je bio menadžer Manchester Uniteda. Smatra se jednim od najboljih trenera svih vremena. Proslavio je klub i donio mu prvi naslov državnog prvaka nakon 26 godina.
Ferguson je menadžer s najduljim radnim stažem u Manchester Unitedu, pretekavši rekord Matta Busbya 19. prosinca 2010. Osvojio je mnogo nagrada i drži velik broj rekorda uključujući i nagradu Menadžer godine (Manager of the Year) u britanskoj nogometnoj povijesti. 2008. postao je treći britanski menadžer koji je osvojio Europski kup više puta. Dobio je počasnu titulu 'Sir' 1999.
8. svibnja 2013. Ferguson najavio je odlazak u mirovinu. Tijekom 26 godine u klubu, osvojio je 38 naslova, uključujući 13 naslova Premier liga i dva puta kup prestižnog natjecanja UEFA Liga prvaka.